# Seznam členů Snemu Slovenskej krajiny
Toto je seznam členů Snemu Slovenskej krajiny po volbách v roce 1938, kteří zasedali v tomto nejvyšším zákonodárném sboru Slovenska, nejprve v letech 1938-1939 v rámci druhorepublikového Česko-Slovenska, pak v letech 1939-1945 v rámci samostatného Slovenského státu.
Volby do Snemu Slovenskej krajiny se odehrály 18. prosince 1938 a kandidovala v nich jednotná kandidátní listina vedená formací Hlinkova slovenská ľudová strana - Strana slovenskej národnej jednoty. Kandidovali na ni i politici německé a maďarské menšiny. Celkem bylo zvoleno 63 poslanců, z toho dva německé národnosti (Franz Karmasin, Josef Steinhübl), jeden maďarské národnosti (János Esterházy) a jeden národnosti ukrajinské (Anton Simko).

## Seznam poslanců
Řazeni podle pořadí na kandidátní listině, za jménem uvedena profese a bydliště
poslanci zvolení ve volbách roku 1938
- Dr. Jozef Tiso, předseda slovenské vlády, Bánovce nad Bebravou.
- Karol Sidor, ministr, Bratislava.
- Jozef Sivák, školní inspektor, Prievidza.
- Dr. Jozef Buday, kanonik, Nitra.[3]
- Dr. Martin Sokol, generální tajemník, Bratislava.
- Dr. Karol Mederly, hlavní radca, Bratislava.
- Pavel Teplanský, ministr, Suchá nad Parnou.
- Matúš Černák, ministr, Bratislava.
- Dr. Ferdinand Ďurčanský, ministr, Bratislava.
- Dr. Miloš Vančo, ministr, Turčiansky Svätý Martin.
- Alexander Mach, šéf úřadu propagandy, Bratislava.
- Štefan Danihel, rolník, předseda Zemědělské rady, Sološnica.
- Rudolf Čavojský, hlavní tajemník odborové organizace dělníků, Bratislava.
- Štefan Surovjak, předseda Sväzu slov. žel., Žilina.
- Anton Hancko, předseda Sdružení slovenských odborových organizací, Žilina.
- Ing. Franz Karmasin, Staatssektretär, Bratislava.[4]
- János Esterházy, statkář, Ujlak.[5]
- Anton Simko, řecko-katolický farář, Vyšná Oľka.
- Tido J. Gašpar, odb. radca, spisovatel, Bratislava.
- Dr. Mikuláš Pružinský, statkář, Mitošiny.
- Ján Petrovič, ředitel Slov. poklad., Bratislava.
- Dr. Eugen Filkorn, ředitel internátu Svoradov, Bratislava.
- Dr. Gejza Fritz, hl. s. radca, Solivar pri Prešove.
- Ján Liška, generální tajemník obchodní komory, Bratislava.
- Július Stano, vládní tajemník, Bratislava.
- Vladimír Moravčík, šéfredaktor „Slovenského denníku“, Bratislava.
- Dr. Štefan Polyák, statkář, Záblatie.
- Dr. Karol Körper, kanonik, přednosta kulturního odboru ministerstva školství a nár. osvěty, Bratislava.
- Dr. inž. Peter Zaťko, generální tajemník Ústředního sdružení slovenského průmyslu, Bratislava.
- Pavol Čarnogurský, odborový přednosta ministerstva školství a nár. osvěty, Vajnory.
- František Slameň, dělník, predseda odb.org.rob., Horná Lehota.[6]
- Dr. Ján Ferenčík, farář, Ružomberok.
- Gejza Medrický, redaktor, Bratislava.
- Andrej Germuška, ředitel učitelského ústavu, Prešov.
- Anton Šalát, profesor, Hájniky.[7]
- Koloman Horniš, státní učitel, Kysucké Nové Mesto.
- Teodor Turček, rolník, Nedanovce.
- Vojtech Husárek, správce-učitel, Bratislava.
- Pavel Florek, profesor, Turčiansky Svätý Martin.
- Štefan Haššík, tajemník, Michalovce.
- Dr. Ferdiš Klinda, odborový přednosta ministerstva hospodářství, Bratislava.
- Ferdinand Mondok, správce fary, Senica nad Myjavou.[8]
- Martin Morháč, obchodník, Breznička nad Ipľom.[9]
- Konštantín Čulen, železniční úředník, spisovatel, Bratislava.
- Dr. Matej Huťka, veřejný notář, Michalovce.
- Josef Steinhübl, farář, Sklené-Glaserhay.[4]
- Július Magúth, vedoucí notář, Spišské Podhradie.
- Vincent Boleček, farář, Nemčiňany.[10]
- Ján Hollý, ústřední tajemník, Bratislava.
- Vojtech Plechlo, děkan-farář, Dolné Dubové.[11]
- Dr. Pavel Opluštil, ředitel jatek, Bratislava.
- Ján Vančo, roľník, legionář, Plavnica.
- Dr. František Hrušovský, ředitel gymnázia, Kláštor pod Znievom.
- Rudolf Schwarz, legionář, správce-učitel, Banská Bystrica.[12]
- MUDr. Gejza Rehák, ředitel státní nemocnice, Bratislava.[13]
- Ján Mora, ústřední tajemník dělnické organizace, Bratislava.
- Jozef Drobný, poštovní ředitel, předseda Spolku slovenských pošťáků, Bratislava.
- Gejza Horňák, řecko-katolický správce-učitel, Starina.
- Dr. Anton Hudec, advokát, Trenčín.
- Vojtech Horák, školský inspektor, Vajnory.
- Jozef Šrobár, kanonik, Bratislava.
- Dr.Emil Boleslav Lukáč, profesor, Bratislava.
- Štefan Beniak, rolník, Rybany.

poslanci nastoupivší dodatečně (řazeni chronologicky)
1939
- Vojtech Tvrdý, advokát, Žilina.[14]
- František Jankovič, děkan-farář, Banská Štiavnica.[15][16]
- Andrej Martvoň.[17]
- František Orlický, advokát, Trnava.[18]

1940
- Sigmund Keil[19]
- Dr. Ernest Rosival[20]

1941
- Michal Boňko[21]
- František Bošňák[21]
- Ferdinand Čatloš[21][22]
- Ján Danko[21]
- Dr. Roman Fraštia[21]
- Dr. Jozef Fundárek[21]
- Dr. Adalbert Gabriel[21]
- Eugen Guzikiewicz[21]
- Štefan Hajdúček[21]
- Ján Jacko[21]
- Michal Klimko[21]
- Dr. Aladár Kočiš[21]
- Alojz Macek[21]
- Viktor Magic[21]
- Dr. Štefan Mušák[21]
- Ondrej Schlosser[21]
- Ondrej Tomko[21]
- Jozef Vaňo[21]

1943
- Anton Moravčík, ústřední tajemník HSĽS.[23]
- Pavol Krokavec, vládní komisař města Revúca.[24]
- Dr. Ján Balko, hlavní tajemník Obchodní a průmyslové komory Banská Bystrica.[24]